# Ivan Tomić
Ivan Tomić (Beograd, 5. siječnja 1976.), je bivši srbijanski nogometaš i nogometni trener.
Za reprezentaciju je odigrao 5 utakmica.
U karijeri je nastupao za sljedeće klubove:
- Radnički Jugopetrol
- FK Partizan Beograd
- A.S. Roma
- Deportivo Alavés
- Rayo Vallecano
- FK Partizan Beograd